# Sapranthus isae
Sapranthus isae es una especie de anonácea endémica de 3 localidades del departamento de Cesar, Colombia.

## Descripción
Árboles de 6 a 10 m. de altura, caducifolios, ramitas jóvenes teretes, estriadas, lenticeladas, con una densa pubescencia amarilla, tricomas simples y estrellados, pluricelulares. Ramas adultas plagiótropas, color café, estriadas, con lenticelas, sin pubescencia. Yemas foliares involutas, de 0.6 mm de largo, con pubescencia amarilla. Pecíolo de 0.8-1 cm, 0.11-0.17 mm, con un ligero ensanchamiento de la lámina sobre el pecíolo, formando una especie de canal, con pubescencia amarilla. Lámina elíptica (6.5) 10.8-18.5 (20.3) x (3.6) 4.5-8 (9) cm, tricomas simples y estrellados, pluricelulares, amarillos, distribuidos en toda la haz y el envés, ápice caudado, base atenuada; margen entera con tricomas amarillos; nervación foliar broquidódromo, nervio primario impreso en la haz, con tricomas amarillos, prominente en el envés, nervaduras secundarias, 10-14 pares, impresas en la haz y prominentes en el envés, cuando secas de color verde a amarillas. Flores solitarias en ramas adultas, con olor fragrante, pedicelos 0.5-0.8 cm de largo, con dos brácteas ovadas en la base, con pubescencia amarilla más densa en la parte externa, imbricadas, desiguales, 0.9-1.1 x 0.7-0.8 cm, la otra 0.45-0.6 x 0.4-0.6 cm; sépalos triangulares, 0.7-0.8 x 0.7-0.9 cm, con pubescencia amarilla más densa en la parte externa; pétalos 6, imbricados, con nervadura evidente en la antesis, verdes con un matiz morado en la parte interna y externa de la base, con pubescencia amarilla más densa en la parte externa que en la interna, los externos ovados, (1.5) 1.7-2.9 (3) cm x (0.8) 1-1.5 (1.6) cm, los internos trulados, (2.1) 2.3-3.5 (3.7) x cm y 1.1-1. 5 cm, con 4-5 cuerpos rugosos, estrictamente elípticos, negros, en la parte interna; estambres ca 140, 1.5 -1. 9 mm de largo, de color café: carpelos 6-11, estigmas napiformes, 2 mm de largo, negros, con tricomas amarillos, estilos con tricomas amarillos densos, óvulos 4-7. Monocarpos 6-11, sésiles, globosos, leñosos, indehiscentes, cuando secos con olor a orina, de (3.3) 4.1- 4.4 (4.8) x (2.6) 2.9-3.1 (3.3) cm, cubiertos con indumento amarillo caedizo al tacto, exocarpo negro, mesocarpo café, pedúnculo 0.8-1.5 x 0.5-0.7 cm. Semillas 4-7, (1.9) 2-2.2 (2.3) x (0.6) 0.8-1.1 (1.3) cm, reniformes a oblongas, con una sutura que las rodea, el tercio proximal café, con una ornamentación punteada, el tercio distal rojizo, con una ornamentación ligeramente estriada, en corte transversal los cotiledones se disponen en forma de celdas. 
La especie florece en mayo y fructifica entre septiembre y octubre.

## Etimología
Esta especie está dedicada a la empresa Interconexión Eléctrica S.A. (ISA), por su empeño en la realización de inventarios botánicos a lo largo de todos sus proyectos, los cuales han permitido conocer más a fondo la dinámica de los ecosistemas y la diversidad florística de Colombia.

## Distribución y hábitat
Sapranthus isae se conoce del norte de Colombia en el departamento del Cesar, solo se conocía en Curumaní, en el cerro El Champán, el cual pertenece a un afloramiento rocoso de las estribaciones occidentales de la cordillera Oriental y se encuentra rodeado de sistemas cenagosos. En la actualidad dicho afloramiento viene siendo utilizado como una explotación minera a cielo abierto en el cual se extrae piedra caliza, los sectores del cerro El Champán que aún se encuentran con vegetación presentan suelos areno-arcillosos que descansan sobre piedra caliza. En este sitio creciendo junto a Sapranthus isae se encontraron especies tales como Astronium graveolens, Bursera simaruba, Pradosia colombiana, Lonchocarpus atropurpureus, Sterculia apetala, Bonamia trichantha, Sorocea affinis, Machaerium mutisii, Platymiscium polystachyum, Oxandra venezuelana y Prestoea acuminata. Sapranthus isae es relativamente común en el sitio, se encontraron individuos adultos y juveniles, sin embargo llamó la atención que sólo se encontraron poblaciones en el sector norte del cerro El Champán, en el resto del cerro, el cual se inventarió totalmente, no se encontró ningún individuo. Sin embargo, actualmente se conoce otras 2 poblaciones más al norte del departamento de Cesar 